# 钝叶单侧花
钝叶单侧花（学名：[Orthilia obtusata] 错误：{{Lang}}：文本有斜体标记（帮助））为鹿蹄草科单侧花属下的一个种。